# Équation d'Einstein
Pour les articles homonymes, voir EFE.

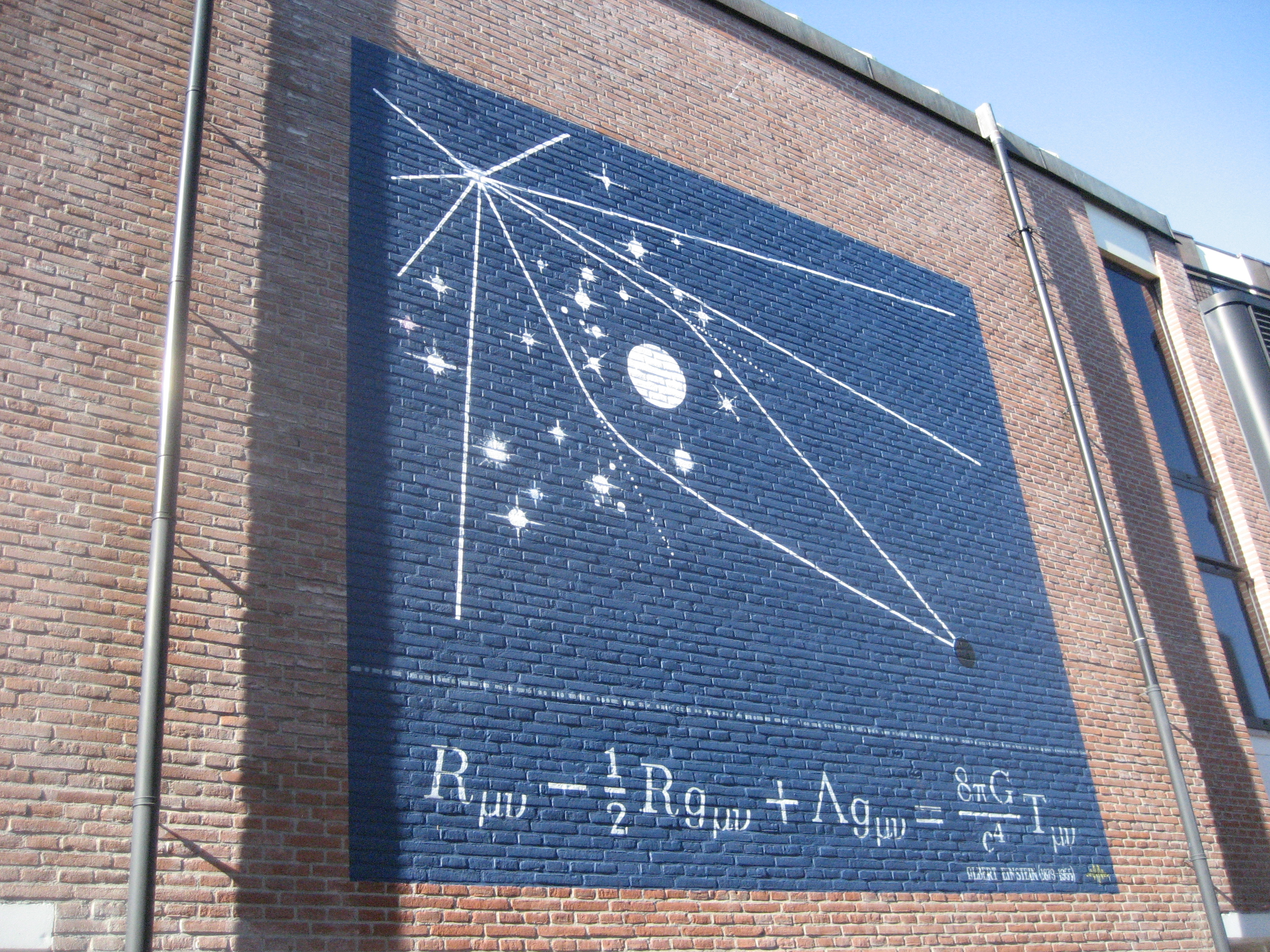
Équation sur un mur à Leyde.

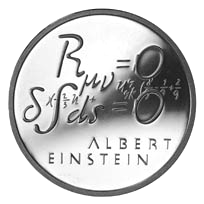
: l'équation d'Einstein pour le vide et en l'absence de constante cosmologique, sur le revers d'une pièce commémorative suisse (Centenaire de la naissance d'Albert Einstein, 5 CHF, 1979).

L’équation d'Einstein ou équation de champ d'Einstein (en anglais, Einstein field equation ou EFE), publiée par Albert Einstein, pour la première fois le 25 novembre 1915, est la principale équation aux dérivées partielles de la relativité générale. C'est une équation dynamique qui décrit comment la matière et l'énergie modifient la géométrie de l'espace-temps. Cette courbure de la géométrie autour d'une source de matière est alors interprétée comme le champ gravitationnel de cette source. Le mouvement des objets dans ce champ est décrit très précisément par l'équation de sa géodésique.

## Présentation
La relativité générale est la théorie métrique de la gravitation qui satisfait le principe d'équivalence fort et dont l'équation d'Einstein est l'équation du champ de gravitation,. Ainsi, l'équation d'Einstein est l'équation fondamentale de la relativité générale,,. Elle est une équation locale qui généralise l'équation de Poisson, forme locale de la loi de Newton. Elle consiste en une équation tensorielle,,, qui relie deux tenseurs — le tenseur d'Einstein et le tenseur énergie-impulsion — dont elle exprime la proportionnalité. Elle représente un ensemble d'équations différentielles aux dérivées partielles hautement, non-linéaires du second ordre.
John A. Wheeler (1911-2008) la présente ainsi :
« Spacetime tells matter how to move ; matter tells spacetime how to curve. »
— John A. Wheeler et Kenneth W. Ford, Geons, black holes, and quantum foam : a life in physics.

« L'espace-temps dit à la matière comment se mouvoir ; la matière dit à l'espace-temps comment se courber. »
— Tim Folger, Une brève histoire du voyage dans le temps.
ou :
« Spacetime grips mass, telling it how to move ; and mass grips spacetime, telling it how to curve. »
— Edwin F. Taylor et John A. Wheeler, Spacetime physics.

« L'espace-temps tient la masse, lui disant comment se mouvoir ; et la masse tient l'espace-temps, lui disant comment se courber. »
— Spacetime physics.

## Histoire
Son éponyme est Albert Einstein (1879-1955) qui la présente, pour la première fois, le jeudi 25 novembre 1915 à l'Académie royale des sciences de Prusse à Berlin. L'Académie publie la communication d'Einstein le jeudi suivant, 2 décembre, dans ses Comptes rendus.
Einstein généralisera l'équation en y ajoutant un terme, appelé constante cosmologique, qui apparaît pour la première fois dans un article soumis le 8 février 1917 et publié le 15 du même mois.

## Forme mathématique de l'équation de champ d'Einstein
En notation symbolique et avec conventions classiques de signes MTW, l'équation d'Einstein s'écrit, :
{\displaystyle \mathbf {G} +\Lambda \mathbf {g} =\kappa \mathbf {T} },
avec :
{\displaystyle \mathbf {G} =\mathbf {R} -{\frac {1}{2}}R\mathbf {g} }.
{\displaystyle g} est le tenseur métrique. {\displaystyle G} est le tenseur d'Einstein. {\displaystyle T} est le tenseur énergie-impulsion ; il représente l'énergie et le moment de tous les champs autres que le champ métrique lui-même.
{\displaystyle \Lambda } et {\displaystyle \kappa } sont deux constantes. {\displaystyle \Lambda } est la constante cosmologique ; elle représente la densité d'énergie de l'espace-temps en l'absence de champs non-gravitationnels. {\displaystyle \kappa } représente le couplage du champ gravitationnel avec les systèmes non-gravitationnels.
L'équation de champ d'Einstein est généralement écrite de la manière suivante :
où :
- {\displaystyle R_{\mu \nu }} est le tenseur de Ricci[39] (dimension L-2) ;
- {\displaystyle R} est la courbure scalaire[39] (dimension L-2) ;
- {\displaystyle g_{\mu \nu }} est le tenseur métrique[39] de signature (-,+,+,+) (sans dimension) ;
- {\displaystyle \Lambda } est la constante cosmologique[39] (dimension L-2) ;
- {\displaystyle T_{\mu \nu }} est le tenseur énergie-impulsion[39] (dimension énergie/volume) ;
- {\displaystyle \kappa }[40] est une constante de couplage[41] dimensionnée[42],[43],[44], dite constante gravitationnelle de couplage d'Einstein[45] ou, plus simplement, constante gravitationnelle d'Einstein[46],[47] voire constante d'Einstein[48],[49],[50],[51] : {\displaystyle \kappa ={\frac {8{\pi }G}{c^{4}}}} (elle vaut ≈ 2,0766 10-43 m J-1 (ou N-1), dans le Système international d'unités SI),

avec :
- {\displaystyle \pi }, le nombre pi ;
- {\displaystyle G}, la constante gravitationnelle (environ 6,674 2 × 10−11 m3 kg−1 s−2) ;
- {\displaystyle c}, la constante de célérité, égale à la vitesse de la lumière dans le vide (exactement 299 792 458 m s−1).

### Forme alternative
L'équation d'Einstein peut se réécrire comme suit :
{\displaystyle R_{\mu \nu }=\kappa \left(T_{\mu \nu }-{\frac {1}{n-2}}Tg_{\mu \nu }\right)+{\frac {2}{n-2}}\Lambda g_{\mu \nu }},
où :
- {\displaystyle n\geq 3} est le nombre de dimensions de l'espace-temps ;
- {\displaystyle T} est la trace du tenseur énergie-impulsion.

Ainsi, pour {\displaystyle n=4}, l'équation d'Einstein peut ainsi s'écrire :
{\displaystyle R_{\mu \nu }=\kappa \left(T_{\mu \nu }-{\frac {1}{2}}Tg_{\mu \nu }\right)+\Lambda g_{\mu \nu }}.
Cette équation équivalente peut être plus pratique dans certains cas, par exemple lorsqu'on s'intéresse à la limite de champ gravitationnel faible et qu'on peut remplacer g par la Métrique de Minkowski sans perte significative de précision.

### Vide
Dans le vide {\displaystyle (T_{\mu \nu }=0)}, l'équation d'Einstein s'écrit :
{\displaystyle R_{\mu \nu }={\frac {2}{n-2}}\Lambda g_{\mu \nu }},
avec {\displaystyle n\geq 3}.
Dans le vide et l'absence de constante cosmologique {\displaystyle (\Lambda =0)}, elle s'écrit :
{\displaystyle G_{\mu \nu }=0} ou {\displaystyle R_{\mu \nu }=0}.

### Analyse dimensionnelle
La dimension des composantes des tenseurs n'est pas prédéfinie. Considérons que les coordonnées {\displaystyle x^{\mu }} sont homogènes à une longueur : {\displaystyle [x^{\mu }]={\mathsf {L}}}. Alors les composantes {\displaystyle g_{\mu \nu }} du tenseur métrique sont sans dimension, : {\displaystyle [g_{\mu \nu }]=1} ; et les composantes de la connexion de Levi-Civita sont homogènes à l'inverse d'une longueur : {\displaystyle {\mathsf {L}}^{-1}}. Il en résulte que les composantes {\displaystyle R_{\mu \nu }} du tenseur de Ricci et que la courbure scalaire {\displaystyle R} sont homogènes à l'inverse du carré d'une longueur : {\displaystyle [R_{\mu \nu }]=[R]={\mathsf {L}}^{-2}} ; que les composantes {\displaystyle G_{\mu \nu }} du tenseur d'Einstein ont la même dimension : {\displaystyle [G_{\mu \nu }]={\mathsf {L}}^{-2}} ; que celles {\displaystyle T_{\mu \nu }} du tenseur énergie-impulsion sont homogènes une énergie volumique, : {\displaystyle [T_{\mu \nu }]={\mathsf {L}}^{-1}{\mathsf {M}}{\mathsf {T}}^{-2}} ; et que la constante {\displaystyle \kappa } est homogène à l'inverse d'une force, : {\displaystyle [\kappa ]={\mathsf {L}}^{-1}{\mathsf {M}}^{-1}{\mathsf {T}}^{2}}.

### Détermination de la constanteκ
La constante {\displaystyle \kappa } peut être déterminée en demandant que l'équation d'Einstein se réduise, à la limite newtonienne, à l'équation de Poisson,.
En considérant que la constante {\displaystyle \kappa } est homogène à l'inverse d'une force, on obtient :
{\displaystyle \kappa =8\pi {\frac {G}{c^{4}}}}, où {\displaystyle G} est la constante gravitationnelle et {\displaystyle c} est la vitesse de la lumière dans le vide.
Il existe, dans la littérature, plusieurs conventions :
{\displaystyle \kappa =\left\{{\begin{array}{ll}\displaystyle {\frac {8\pi G}{c^{4}}}&{\mbox{si }}\left[\kappa \right]={\mathsf {M^{-1}L^{-1}T^{2}=E^{-1}L}}\Leftarrow {\mbox{si }}\left[g\right]={\mathsf {L^{2}}}{\mbox{ et }}\left[T\right]={\mathsf {ET}}\\\displaystyle {\frac {8\pi G}{c^{2}}}&{\mbox{si }}\left[\kappa \right]={\mathsf {M^{-1}L=E^{-1}L^{3}T^{-2}}}\Leftarrow {\mbox{si }}\left[g\right]={\mathsf {L^{2}}}{\mbox{ et }}\left[T\right]={\mathsf {MT}}{\mbox{ ou si }}\left[g\right]={\mathsf {T^{2}}}{\mbox{ et }}\left[T\right]={\mathsf {ET}}\\8\pi G&{\mbox{si }}\left[\kappa \right]={\mathsf {M^{-1}L^{3}T^{-2}=E^{-1}L^{5}T^{-4}}}\Leftarrow {\mbox{si }}\left[g\right]={\mathsf {T^{2}}}{\mbox{ et }}\left[T\right]={\mathsf {MT}}.\end{array}}\right.}

### Nombre d'équations scalaires indépendantes
Le nombre {\displaystyle N} des équations scalaires indépendantes — que l'équation tensorielle d'Einstein représente — est égal à celui des composantes indépendantes du tenseur d'Einstein,. Il est donné par, : {\displaystyle N={\frac {1}{2}}\;n\left(n-1\right)=\left[{\frac {1}{2}}n\left(n+1\right)\right]-n}, où {\displaystyle n} est le nombre de dimensions de l'espace-temps.
En quatre dimensions, l'équation tensorielle d'Einstein ne représente que six équations indépendantes,,.
L'équation d'Einstein est une équation dans l'espace des tenseurs (covariants) symétriques de degré 2 sur une variété de dimension 4. Elle peut donc s'exprimer à l'aide de (4*5)/2 = 10 équations scalaires une fois qu'un système de coordonnées locales a été choisi. Par ailleurs, la première identité de Bianchi, qui est une équation dans l'espace des formes à valeurs vectorielles, peut s'exprimer à l'aide de 4 équations scalaires dans ce même système. L'équation d'Einstein comporte donc 10 - 4 = 6 équations indépendantes[réf. souhaitée].
L'équation de champ d'Einstein est comprise comme une équation permettant de connaître le tenseur métrique {\displaystyle g_{ab}}, étant donné une distribution de matière et d'énergie exprimée sous la forme d'un tenseur énergie-impulsion. Malgré son aspect simple, elle est en réalité relativement complexe, notamment du fait que le tenseur de Ricci et la courbure scalaire dépendent de la métrique.
{\displaystyle \Lambda }, la constante cosmologique, a été introduite par Einstein pour permettre des solutions statiques au modèle cosmologique issu de l'équation d'Einstein. Par la suite, il a qualifié cette introduction de « plus grande erreur de sa vie ».
En définissant le tenseur d'Einstein
{\displaystyle G_{\mu \nu }=R_{\mu \nu }-{1 \over 2}Rg_{\mu \nu }}
qui est un tenseur symétrique de rang 2 dépendant de la métrique
et si l'on considère que {\displaystyle \Lambda } = 0 (ce qu'Einstein a fini par admettre, mais qui est controversé aujourd'hui), il est possible d'écrire cette relation de manière plus compacte
{\displaystyle G_{\mu \nu }={\frac {8\pi G}{c^{4}}}T_{\mu \nu }.}
En travaillant dans le système d'unités géométriques, où G = c = 1, on a :
{\displaystyle G_{\mu \nu }=8\pi T_{\mu \nu }\,}
La partie de gauche représente la courbure de l'espace-temps telle qu'elle est déterminée par la métrique et l'expression de droite représente le contenu masse/énergie de l'espace-temps. Cette équation peut alors être interprétée comme un ensemble d'équations décrivant comment la courbure de l'espace-temps est reliée au contenu masse/énergie de l'univers.
Ces équations, ainsi que l'équation de la géodésique, forment le cœur de la formulation mathématique de la relativité générale.

## Propriétés de l'équation d'Einstein

### Unicité de l'équation
Le théorème de Lovelock, dû à David Lovelock, établit que l'équation d'Einstein est l'unique équation du champ qui :
- est construite à partir du tenseur métrique ;
- n'est pas supérieure au deuxième ordre dans les dérivées ;
- est locale ;
- est dérivée d'une action[68].

L'équation d'Einstein est aussi l'unique équation non-linéaire du mouvement pour particule sans masse de spin 2.

### Conservation de l'énergie et du moment
Une importante conséquence de l'équation d'Einstein est la conservation locale de l'énergie et du moment. Ce résultat apparaît en utilisant l'identité différentielle de Bianchi pour obtenir :
{\displaystyle \nabla _{\nu }G^{\mu \nu }=G^{\mu \nu }{}_{;\nu }=0}
ce qui, en utilisant l'équation d'Einstein, donne :
{\displaystyle \nabla _{\nu }T^{\mu \nu }=T^{\mu \nu }{}_{;\nu }=0}
qui exprime la conservation locale du tenseur énergie-impulsion.

### Non-linéarité des équations de champ
L'équation d'Einstein donne lieu à 10 équations aux dérivées partielles non linéaires pour les composants métriques. Cette caractéristique de non-linéarité distingue la relativité générale de l'ensemble des autres théories physiques. Par exemple, les équations de Maxwell de l'électromagnétisme sont linéaires par rapport aux champs électriques et magnétiques (c'est-à-dire que la somme de deux solutions est aussi une solution). Un autre exemple est celui de l'équation de Schrödinger en mécanique quantique où l'équation est linéaire par rapport à la fonction d'onde.

### Principe de correspondance
L'approximation des champs faibles et des mouvements lents permet de retrouver l'équation de Poisson de la gravitation de Newton :
{\displaystyle \nabla {^{2}}\Phi =4\pi {G}{\rho }},
où :
- {\displaystyle \Phi } est le potentiel gravitationnel ;
- {\displaystyle \pi } est le nombre pi ;
- {\displaystyle G} est la constante gravitationnelle ;
- {\displaystyle \rho } est la masse volumique.

## La constante cosmologique
Il est possible de modifier l'équation des champs d'Einstein en introduisant un terme proportionnel à la métrique :
{\displaystyle R_{\mu \nu }-{1 \over 2}Rg_{\mu \nu }+\Lambda g_{\mu \nu }={8\pi }T_{\mu \nu }}
(on précisera que cette équation est vraie dans un système d'unités géométriques tel que G = c = 1, sinon on doit lire : (8πG/c4)Tμν. La constante {\displaystyle \Lambda } est appelée la constante cosmologique.
Cette constante cosmologique était à l'origine introduite par Einstein pour obtenir de son équation un univers statique (c'est-à-dire un univers qui ne soit pas en expansion ou en contraction). Cet effort fut un échec pour deux raisons : l'univers statique décrit par cette théorie était instable, et les observations des galaxies distantes par Hubble une décennie plus tard confirmèrent que notre univers n'est en fait pas statique mais en expansion. {\displaystyle \Lambda } fut donc par la suite abandonné, et Einstein la qualifia de « la plus grande erreur de sa vie ».
Bien que la motivation d'Einstein pour l'introduction de cette constante ait été erronée, sa présence dans l’équation n'est pas inconsistante. En effet, récemment les techniques astronomiques améliorées ont permis d'affirmer qu'une valeur non nulle de {\displaystyle \Lambda } est nécessaire pour expliquer certaines observations. L'existence d'une constante cosmologique est alors équivalente à l'existence d'une énergie du vide non nulle.

## Solutions de l'équation dans le vide
Les solutions de l'équation d'Einstein sont les tenseurs métriques de l'espace-temps. Elles sont souvent appelées « métriques ». Elles décrivent la structure de l'espace-temps en incluant le mouvement inertiel des objets. En raison du caractère hautement non linéaire des équations, il n'existe pas de solution analytique générale pour une distribution quelconque de matière,. Il n'existe que des solutions particulières pour des espaces-temps dotés de symétries, ou des champs gravitationnels faibles. Il n'existe pas de solution complète connue pour un espace-temps constitué de deux corps massifs (correspondant au modèle théorique d'un système binaire de deux étoiles par exemple). Cependant, des approximations sont généralement faites dans ces cas.
L'étude des solutions exactes des équations de champs d'Einstein est l'une des activités de la cosmologie. Elle a mené à la prédiction de l'existence de trous noirs et aux divers modèles de l'évolution de l'univers.
En relativité générale, le vide est une région de l'espace-temps dans laquelle le tenseur énergie-impulsion {\displaystyle T_{\mu \nu }} est nul : {\displaystyle T_{\mu \nu }=0},. Dans le vide et en l'absence de constante cosmologique, l'équation d'Einstein s'écrit {\displaystyle R_{\mu \nu }=0},.

### Espace plat
Loin de toute source gravitationnelle, l'espace plat est une solution de cette équation, et la métrique de Minkowski s'applique. Cette dernière est la forme classique qu'on trouve dans le cadre de la relativité restreinte et les distances se mesurent à l'aide de la métrique :
{\displaystyle ds^{2}=c^{2}dt^{2}-dx^{2}-dy^{2}-dz^{2}\ .}
On voit alors qu'on a :
{\displaystyle (g_{\mu \nu })={\begin{bmatrix}1&0&0&0\\0&-1&0&0\\0&0&-1&0\\0&0&0&-1\end{bmatrix}}\ }

### Espace autour d'une masse sphérique
La métrique de Schwarzschild permet de décrire la déformation de l'espace-temps dans le vide autour d'une masse sphérique unique (par exemple une étoile). On a alors, pour {\displaystyle (x^{0},x^{1},x^{2},x^{3})=(ct,r,\theta ,\phi )} :
{\displaystyle (g_{\mu \nu })={\begin{bmatrix}1-{\frac {2GM}{rc^{2}}}&0&0&0\\0&-{\frac {1}{1-{\frac {2GM}{rc^{2}}}}}&0&0\\0&0&-r^{2}&0\\0&0&0&-r^{2}\sin ^{2}\theta \end{bmatrix}}\ }

### Espace autour d'un corps en rotation
La métrique de Kerr, pour sa part, décrit la déformation de l'espace-temps dans le vide autour d'un trou noir en rotation (en l'absence de champs électromagnétiques). Elle est l'œuvre en 1963 de Roy Kerr, mathématicien néo-zélandais. Contrairement à la métrique de Schwarzschild qui peut s'appliquer autour de tout corps sphérique et statique, la métrique de Kerr est spécifique aux trous noirs seulement et ne peut s'appliquer à d'autres corps en rotation. En prenant à nouveau un référentiel sphérique de l'espace-temps {\displaystyle (x^{0},x^{1},x^{2},x^{3})=(t,r,\theta ,\phi )} (en prenant c=1) on a :
{\displaystyle (g_{\mu \nu })={\begin{bmatrix}\left(1-{\frac {2Mr}{\Sigma }}\right)&0&0&{\frac {4aMr\sin ^{2}\theta }{\Sigma }}\ \\0&-{\frac {\Sigma }{\Delta }}&0&0\\0&0&-\Sigma &0\\{\frac {4aMr\sin ^{2}\theta }{\Sigma }}&0&0&-\left(r^{2}+a^{2}+{\frac {2a^{2}Mr\sin ^{2}\theta }{\Sigma }}\right)\sin ^{2}\theta \end{bmatrix}}\ }
avec :
{\displaystyle \Sigma =r^{2}+a^{2}\cos ^{2}\theta \ },
{\displaystyle \Delta =r^{2}-2Mr+a^{2}\ },

### Métrique de Friedmann-Lemaître-Robertson-Walker
La métrique de Friedmann-Lemaître-Robertson-Walker permet de décrire un espace-temps de géométrie homogène et isotrope.